# 동물의 왕국
《동물의 왕국》은 KBS 1TV에서 매주 평일 오후 5시 30분, 주말 오후 5시 10분에 방송 중인 해외 동물 다큐멘터리 프로그램이다.

## 프로그램 소개
전 세계 방송사에서 제작·방송했던 동물을 소개하는 다큐멘터리

## 방송 시간
| 방송 채널 | 방송 기간                           | 방송 시간                                                          |
| --------- | ----------------------------------- | ------------------------------------------------------------------ |
| KBS 1TV   | 1970년 3월 8일 ~ 1970년 4월 12일    | 매주 일요일 오전 10:45 ~ 11:10                                     |
| KBS 1TV   | 1970년 4월 19일 ~ 1970년 6월 7일    | 매주 일요일 오전 11:35 ~ 낮 12:10                                  |
| KBS 1TV   | 1970년 6월 21일                     | 일요일 오전 11:25 ~ 낮 12:10                                       |
| KBS 1TV   | 1970년 6월 28일                     | 일요일 오전 11:40 ~ 낮 12:10                                       |
| KBS 1TV   | 1970년 12월 3일 ~ 1971년 1월 14일   | 매주 목요일 저녁 6:35 ~ 7:15                                       |
| KBS 1TV   | 1971년 1월 21일                     | 목요일 저녁 6:35 ~ 7:00                                            |
| KBS 1TV   | 1971년 1월 28일                     | 목요일 저녁 6:35 ~ 7:10                                            |
| KBS 1TV   | 1971년 2월 4일 ~ 1971년 5월 27일    | 매주 목요일 저녁 6:35 ~ 7:20                                       |
| KBS 1TV   | 1971년 3월 7일 ~ 1971년 3월 14일    | 매주 일요일 오전 9:25 ~ 10:05                                      |
| KBS 1TV   | 1971년 3월 21일 ~ 1971년 3월 28일   | 매주 일요일 오전 9:30 ~ 10:00                                      |
| KBS 1TV   | 1971년 4월 11일 ~ 1971년 4월 25일   | 매주 일요일 오전 9:30 ~ 10:00                                      |
| KBS 1TV   | 1971년 5월 2일 ~ 1971년 5월 9일     | 매주 일요일 오전 9:25 ~ 10:50                                      |
| KBS 1TV   | 1971년 6월 13일 ~ 1971년 7월 25일   | 매주 일요일 오전 9:50 ~ 10:20                                      |
| KBS 1TV   | 1971년 7월 31일 ~ 1971년 9월 12일   | 매주 일요일 오전 10:40 ~ 11:10                                     |
| KBS 1TV   | 1971년 10월 14일 ~ 1971년 12월 2일  | 매주 목요일 저녁 6:15 ~ 6:45                                       |
| KBS 1TV   | 1971년 12월 9일 ~ 1972년 3월 30일   | 매주 목요일 저녁 6:10 ~ 6:40                                       |
| KBS 1TV   | 1972년 4월 6일 ~ 1972년 6월 1일     | 매주 목요일 저녁 6:40 ~ 7:20                                       |
| KBS 1TV   | 1971년 6월 3일 ~ 1971년 10월 7일    | 매주 목요일 저녁 6:00 ~ 7:00                                       |
| KBS 1TV   | 1972년 6월 8일 ~ 1973년 4월 12일    | 매주 목요일 저녁 6:00 ~ 7:00                                       |
| KBS 1TV   | 1973년 4월 19일                     | 목요일 저녁 6:30 ~ 6:50                                            |
| KBS 1TV   | 1973년 4월 26일                     | 목요일 저녁 6:30 ~ 6:55                                            |
| KBS 1TV   | 1973년 5월 10일                     | 목요일 저녁 6:35 ~ 6:55                                            |
| KBS 1TV   | 1973년 5월 17일                     | 목요일 저녁 6:35 ~ 7:00                                            |
| KBS 1TV   | 1973년 7월 5일                      | 목요일 저녁 6:35 ~ 7:00                                            |
| KBS 1TV   | 1973년 7월 12일 ~ 1973년 11월 29일  | 매주 목요일 저녁 6:35 ~ 7:00                                       |
| KBS 1TV   | 1973년 6월 21일                     | 목요일 저녁 6:25 ~ 6:50                                            |
| KBS 1TV   | 1973년 5월 24일 ~ 1973년 5월 31일   | 매주 목요일 저녁 6:35 ~ 6:50                                       |
| KBS 1TV   | 1973년 12월 6일 ~ 1973년 12월 20일  | 매주 목요일 저녁 6:05 ~ 7:00                                       |
| KBS 1TV   | 1974년 1월 10일 ~ 1974년 3월 28일   | 매주 목요일 저녁 6:05 ~ 6:45                                       |
| KBS 1TV   | 1975년 10월 8일 ~ 1976년 1월 7일    | 매주 수요일 저녁 6:10 ~ 6:35                                       |
| KBS 1TV   | 1976년 10월 20일 ~ 1978년 4월 5일   | 매주 수요일 저녁 6:10 ~ 6:35                                       |
| KBS 1TV   | 1976년 1월 14일 ~ 1976년 10월 6일   | 매주 수요일 저녁 6:20 ~ 6:45                                       |
| KBS 1TV   | 1978년 4월 12일 ~ 1979년 4월 4일    | 매주 수요일 저녁 6:00 ~ 6:25                                       |
| KBS 1TV   | 1979년 4월 9일 ~ 1979년 11월 5일    | 매주 월요일 저녁 6:15 ~ 6:40                                       |
| KBS 1TV   | 1979년 11월 18일 ~ 1980년 3월 30일  | 매주 일요일 오전 9:30 ~ 9:55                                       |
| KBS 1TV   | 1980년 4월 3일 ~ 1980년 6월 26일    | 매주 목요일 저녁 6:00 ~ 6:25                                       |
| KBS 1TV   | 1980년 9월 20일                     | 토요일 저녁 5:35 ~ 6:00                                            |
| KBS 1TV   | 1980년 9월 27일 ~ 1980년 11월 29일  | 매주 토요일 저녁 5:00 ~ 5:25                                       |
| KBS 1TV   | 1989년 3월 6일 ~ 1989년 10월 2일    | 매주 월요일 저녁 6:05 ~ 7:00                                       |
| KBS 1TV   | 1989년 10월 9일 ~ 1990년 4월 30일   | 매주 월요일 저녁 6:05 ~ 6:55                                       |
| KBS 1TV   | 1990년 5월 7일 ~ 1990년 5월 14일    | 매주 월요일 저녁 5:40 ~ 6:30                                       |
| KBS 1TV   | 1990년 10월 30일 ~ 1991년 1월 15일  | 매주 화요일 저녁 6:00 ~ 6:55                                       |
| KBS 1TV   | 1991년 1월 22일                     | 화요일 저녁 6:25 ~ 7:00                                            |
| KBS 1TV   | 1991년 3월 5일                      | 화요일 저녁 6:25 ~ 7:00                                            |
| KBS 1TV   | 1991년 1월 29일 ~ 1991년 2월 26일   | 매주 화요일 저녁 6:30 ~ 7:00                                       |
| KBS 1TV   | 1991년 3월 12일 ~ 1991년 5월 7일    | 매주 화요일 저녁 6:25 ~ 6:55                                       |
| KBS 1TV   | 1991년 5월 14일                     | 화요일 저녁 6:10 ~ 6:55                                            |
| KBS 1TV   | 1999년 10월 24일 ~ 1999년 12월 12일 | 매주 일요일 저녁 5:10 ~ 6:00                                       |
| KBS 1TV   | 2000년 1월 9일 ~ 2003년 11월 2일    | 매주 일요일 저녁 5:10 ~ 6:00                                       |
| KBS 1TV   | 2004년 11월 7일 ~ 2008년 11월 23일  | 매주 일요일 저녁 5:10 ~ 6:00                                       |
| KBS 1TV   | 2009년 3월 8일 ~ 2009년 4월 19일    | 매주 일요일 저녁 5:10 ~ 6:00                                       |
| KBS 1TV   | 2016년 5월 15일 ~ 2016년 11월 27일  | 매주 일요일 저녁 5:10 ~ 6:00                                       |
| KBS 1TV   | 2017년 6월 4일 ~ 2017년 9월 3일     | 매주 일요일 저녁 5:10 ~ 6:00                                       |
| KBS 1TV   | 1999년 12월 26일 ~ 2000년 1월 2일   | 매주 일요일 저녁 5:10 ~ 5:40                                       |
| KBS 1TV   | 2008년 11월 29일 ~ 2009년 3월 1일   | 매주 주말 저녁 5:10 ~ 6:00                                         |
| KBS 1TV   | 2009년 4월 25일 ~ 2013년 4월 7일    | 매주 주말 저녁 5:10 ~ 6:00                                         |
| KBS 1TV   | 2016년 12월 3일 ~ 2017년 5월 28일   | 매주 주말 저녁 5:10 ~ 6:00                                         |
| KBS 1TV   | 2013년 4월 13일 ~ 2015년 6월 14일   | 매주 토요일 저녁 5:10 ~ 6:00 매주 일요일 저녁 5:40 ~ 6:00          |
| KBS 1TV   | 2015년 6월 21일 ~ 2015년 8월 16일   | 매주 일요일 저녁 5:40 ~ 6:00                                       |
| KBS 1TV   | 2016년 1월 3일 ~ 2016년 2월 21일    | 매주 일요일 저녁 5:40 ~ 6:00                                       |
| KBS 1TV   | 2015년 8월 22일 ~ 2015년 12월 26일  | 매주 토요일 오후 1:00 ~ 1:50 매주 일요일 저녁 5:10 ~ 6:00          |
| KBS 1TV   | 2016년 2월 27일 ~ 2016년 4월 24일   | 매주 토요일 오후 1:00 ~ 1:50 매주 일요일 저녁 5:10 ~ 6:00          |
| KBS 1TV   | 2017년 9월 10일 ~ 2017년 12월 31일  | 매주 일요일 저녁 5:00 ~ 6:00                                       |
| KBS 1TV   | 2018년 1월 6일 ~ 2018년 5월 27일    | 매주 토요일 오후 4:50 ~ 저녁 5:40 매주 일요일 저녁 5:10 ~ 6:00     |
| KBS 1TV   | 2018년 5월 28일 ~ 2019년 4월 14일   | 매주 평일 저녁 5:30 ~ 6:00 매주 주말 저녁 5:10 ~ 6:00              |
| KBS 1TV   | 2019년 6월 24일 ~ 현재              | 매주 평일 저녁 5:30 ~ 6:00 매주 주말 저녁 5:10 ~ 6:00              |
| KBS 1TV   | 2019년 4월 15일 ~ 2019년 6월 23일   | 매주 평일 저녁 5:30 ~ 5:55 매주 주말 저녁 5:10 ~ 6:00              |
| KBS 2TV   | 1980년 12월 7일 ~ 1981년 1월 25일   | 매주 일요일 오전 10:10 ~ 11:00                                     |
| KBS 2TV   | 1981년 3월 8일                      | 매주 일요일 오전 10:10 ~ 11:00                                     |
| KBS 2TV   | 1981년 3월 22일 ~ 1981년 3월 29일   | 매주 일요일 오전 10:10 ~ 11:00                                     |
| KBS 2TV   | 1981년 2월 1일 ~ 1981년 2월 22일    | 매주 일요일 오전 10:20 ~ 11:10                                     |
| KBS 2TV   | 1981년 3월 15일                     | 매주 일요일 오전 10:20 ~ 11:10                                     |
| KBS 2TV   | 1981년 4월 5일                      | 매주 일요일 오전 10:20 ~ 11:10                                     |
| KBS 2TV   | 1983년 7월 3일                      | 일요일 오후 3:30 ~ 4:20                                            |
| KBS 2TV   | 1983년 7월 10일                     | 일요일 오후 2:00 ~ 2:50                                            |
| KBS 2TV   | 1984년 4월 1일                      | 일요일 오후 2:00 ~ 2:50                                            |
| KBS 2TV   | 1983년 7월 17일                     | 매주 일요일 저녁 5:10 ~ 6:00                                       |
| KBS 2TV   | 1984년 2월 19일 ~ 1984년 3월 25일   | 매주 일요일 저녁 5:10 ~ 6:00                                       |
| KBS 2TV   | 1983년 7월 24일 ~ 1983년 7월 31일   | 매주 일요일 오후 2:10 ~ 3:00                                       |
| KBS 2TV   | 1983년 8월 7일 ~ 1983년 8월 28일    | 매주 일요일 오후 4:10 ~ 저녁 5:00                                  |
| KBS 2TV   | 1983년 9월 18일 ~ 1983년 11월 27일  | 매주 일요일 오후 4:10 ~ 저녁 5:00                                  |
| KBS 2TV   | 1983년 9월 4일                      | 일요일 오후 2:30 ~ 3:20                                            |
| KBS 2TV   | 1984년 1월 8일                      | 일요일 오후 2:30 ~ 3:20                                            |
| KBS 2TV   | 1984년 1월 15일                     | 일요일 오후 4:15 ~ 저녁 5:05                                       |
| KBS 2TV   | 1984년 1월 22일                     | 일요일 오후 2:45 ~ 3:35                                            |
| KBS 2TV   | 1984년 1월 29일                     | 일요일 낮 12:10 ~ 오후 1:00                                        |
| KBS 2TV   | 1984년 2월 5일                      | 일요일 낮 12:45 ~ 오후 1:35                                        |
| KBS 2TV   | 1984년 2월 12일                     | 일요일 오후 1:10 ~ 2:00                                            |
| KBS 2TV   | 1984년 4월 8일                      | 일요일 오전 10:10 ~ 11:00                                          |
| KBS 2TV   | 1984년 4월 15일 ~ 1984년 5월 13일   | 매주 일요일 오전 10:20 ~ 11:00                                     |
| KBS 2TV   | 1987년 10월 12일 ~ 1988년 3월 18일  | 매주 평일 저녁 5:30 ~ 5:55                                         |
| KBS 2TV   | 1988년 3월 21일 ~ 1988년 4월 29일   | 매주 평일 저녁 5:50 ~ 6:10                                         |
| KBS 2TV   | 1988년 5월 2일 ~ 1989년 3월 2일     | 매주 평일 저녁 5:45 ~ 6:10                                         |
| KBS 2TV   | 1991년 5월 26일 ~ 1992년 4월 5일    | 매주 주말 낮 12:30 ~ 오후 1:00                                     |
| KBS 2TV   | 1998년 2월 14일 ~ 1998년 2월 28일   | 매주 월요일 ~ 토요일 아침 6:00 ~ 6:30                              |
| KBS 2TV   | 1998년 3월 2일 ~ 1999년 5월 2일     | 매주 월요일 ~ 토요일 아침 6:00 ~ 6:30 매주 일요일 아침 6:45 ~ 7:15 |
| KBS 2TV   | 1999년 5월 9일 ~ 1999년 10월 17일   | 매주 일요일 아침 7:00 ~ 7:50                                       |
| KBS 3TV   | 1985년 4월 3일 ~ 1985년 4월 5일     | 매주 수요일 ~ 금요일 저녁 8:00 ~ 8:30                              |
| KBS 3TV   | 1985년 4월 8일 ~ 1985년 4월 17일    | 매주 월요일 ~ 수요일 저녁 8:00 ~ 8:30                              |

## 다시 보기·실시간 재전송 서비스
동물의 왕국은 KBS 홈페이지와 'KBS my K' 앱에서는 다시 보기(방송일로부터 7 ~ 30일, 판권에 따라 다름)가 제공이 되고 있다.
동물의 왕국이 방송될 때 실시간으로 인터넷 (모바일)로 볼 수 있는 플랫폼은 KBS 홈페이지, 'KBS my K' 앱, WAVVE 등이다.

## 지역 방송국 프로그램
- 평일에는 수도권 지역에서만 해당 프로그램으로 방송·편성되고 수도권 지역을 제외한 전체 지역에서는 지역 프로그램으로 방송·편성된다.
- 주말·명절·공휴일에는 지역 프로그램을 방송·편성하지 않는다.
- DMB TV에서는 편성하지 않는다.

| 방송국                                 | 방송 권역                          | 프로그램               | 방송 시간                                                                          |
| -------------------------------------- | ---------------------------------- | ---------------------- | ---------------------------------------------------------------------------------- |
| KBS 대구 1TV                           | 대구광역시 경상북도                | 라이브 오늘            | 매주 평일 오후 5시 30분 ~ 오후 6시                                                 |
| KBS 부산 1TV KBS 창원 1TV KBS 울산 1TV | 부산광역시 경상남도 울산광역시     | 전국을 달린다          | 매주 평일 오후 5시 30분 ~ 오후 5시 40분                                            |
| KBS 부산 1TV KBS 창원 1TV KBS 울산 1TV | 부산광역시 경상남도 울산광역시     | 생생투데이 사람과 세상 | 매주 평일 오후 5시 40분 ~ 오후 6시                                                 |
| KBS 제주 1TV                           | 제주특별자치도                     | 탐나는 제주            | 매주 월요일 ~ 목요일 오후 5시 30분 ~ 오후 6시                                      |
| KBS 제주 1TV                           | 제주특별자치도                     | 생생 3도               | 매주 금요일 오후 5시 30분 ~ 오후 6시                                               |
| KBS 춘천 1TV                           | 강원특별자치도                     | 전국을 달린다          | 매주 월요일 ~ 목요일 오후 5시 30분 ~ 오후 5시 45분 금요일 오후 5시 30분 ~ 오후 6시 |
| KBS 춘천 1TV                           | 강원특별자치도                     | 강원도가 좋다          | 매주 월요일 ~ 목요일 오후 5시 45분 ~ 오후 6시                                      |
| KBS 대전 1TV                           | 대전광역시 세종특별자치시 충청남도 | 전국을 달린다          | 매주 월요일 ~ 목요일 오후 5시 30분 ~ 오후 5시 40분                                 |
| KBS 대전 1TV                           | 대전광역시 세종특별자치시 충청남도 | 충청은 오늘            | 매주 월요일 ~ 목요일 오후 5시 40분 ~ 오후 6시                                      |
| KBS 대전 1TV                           | 대전광역시 세종특별자치시 충청남도 | KBS 대전 스페셜        | 매주 금요일 오후 5시 30분 ~ 오후 6시                                               |
| KBS 청주 1TV                           | 충청북도                           | 전국을 달린다          | 매주 월요일 ~ 목요일 오후 5시 30분 ~ 오후 5시 40분 금요일 오후 5시 30분 ~ 오후 6시 |
| KBS 청주 1TV                           | 충청북도                           | 생방송 지금 충북은     | 매주 월요일 ~ 목요일 오후 5시 40분 ~ 오후 6시                                      |
| KBS 광주 1TV                           | 광주광역시 전라남도                | 전국을 달린다          | 매주 월요일 ~ 목요일 오후 5시 30분 ~ 오후 5시 40분                                 |
| KBS 광주 1TV                           | 광주광역시 전라남도                | 이맘때                 | 매주 월요일 ~ 목요일 오후 5시 40분 ~ 오후 6시                                      |
| KBS 광주 1TV                           | 광주광역시 전라남도                | 생생 3도               | 매주 금요일 오후 5시 30분 ~ 오후 6시                                               |
| KBS 전주 1TV                           | 전북특별자치도                     | 투데이 전북            | 매주 월요일 ~ 수요일 오후 5시 30분 ~ 오후 6시                                      |
| KBS 전주 1TV                           | 전북특별자치도                     | 전북 스페셜            | 매주 목요일 오후 5시 30분 ~ 오후 6시                                               |
| KBS 전주 1TV                           | 전북특별자치도                     | 생생 3도               | 매주 금요일 오후 5시 30분 ~ 오후 6시                                               |

## 편성 변경 및 방영 연기

### 편성 변경
- 2023년 6월 18일 : 《창원시민과 함께하는 열린음악회》 편성으로 인해 20분 단축, 오후 5시 40분부터 방송·편성
- 2023년 10월 22일 : 《인천경제자유구역청 개청 20주년 특집 열린음악회》 편성으로 인해 20분 단축, 오후 5시 40분부터 방송·편성
- 2023년 11월 12일 : 《화성시민을 위한 열린음악회》 편성으로 인해 20분 단축, 오후 5시 40분부터 방송·편성
- 2024년 1월 7일 : 《2024 신년 음악회》 편성으로 인해 20분 단축, 오후 5시 40분부터 방송·편성
- 2024년 5월 19일 : 특집 《열린음악회》 편성으로 인해 25분 단축, 오후 5시 35분부터 방송·편성

### 방영 연기
- 2020년 4월 15일 : 《4.15 국회의원 선거 - 내 삶을 바꾸는 선택》 개표 방송 편성으로 인해 방송일이 연기되었다.
- 2022년 3월 9일 : 《3.9 대통령 선거 - 내 삶을 바꾸는 선택》 개표 방송 편성으로 인해 방송일이 연기되었다.
- 2022년 6월 1일 : 《6.1 지방 선거 - 내 삶을 바꾸는 선택》 개표 방송 편성으로 인해 방송일이 연기되었다.
- 2022년 10월 30일 : 이태원 참사 관련 《뉴스특보》 편성으로 인해 방송이 긴급 취소되었다.
- 2023년 5월 13일 : 《500인의 토론회》 편성으로 인해 방송일이 연기되었다.
- 2023년 7월 15일 : 《KBS 뉴스특보》 편성으로 인해 방송일이 연기되었다.
- 2023년 7월 27일 ~ 2023년 7월 28일 : 특집 《6시 내고향》 - 〈2023 재난 극복 우리 함께〉 편성으로 인해 방송일이 연기되었다.
- 2023년 8월 8일 : 특별 생방송 《여기는 새만금 잼버리》 편성으로 인해 방송일이 연기되었다.
- 2023년 8월 10일 : 태풍 카눈 관련 뉴스 특보 편성으로 인해 방송일이 연기되었다.
- 2023년 9월 24일 ~ 2023년 10월 3일, 2023년 10월 5일 ~ 2023년 10월 7일 : 《2022 항저우 아시안 게임》 중계 방송 편성으로 인해 방송일이 연기되었다.
- 2023년 10월 4일 : 《야생의 대평원 세렝게티》 (6부) 편성으로 인해 방송일이 연기되었다.
- 2023년 10월 20일 : 《6시 내고향》 편성으로 인해 방송일이 연기되었다.
- 2023년 11월 3일 : 《제43회 전국 장애인 체육 대회 개막식》 중계 방송 편성으로 인해 방송일이 연기되었다.
- 2024년 1월 9일 : 《팔도 밥상》 (재방송), 《KBS 뉴스특보》 편성으로 인해 방송일이 연기되었다.
- 2024년 4월 10일 : 《4.10 국회의원 선거 내 삶을 바꾸는 선택》 개표 방송 편성으로 인해 방송일이 연기되었다.
- 2024년 4월 14일 : 《500인 회의》 (3부)  편성으로 인해 방송일이 연기되었다.
- 2024년 6월 4일 : 《생활의 발견》 스페셜, 《세계는 지금》 스페셜, 《KBS 뉴스특보》 편성으로 인해 방송일이 연기되었다.
- 2024년 7월 29일 ~ 2024년 8월 9일 : 《2024 파리 올림픽》 중계 방송 편성으로 인해 방송일이 연기되었다.
- 2024년 10월 19일 : 특별 생방송 《우리 아이 우리 미래 - 당신이 희망입니다》 편성으로 인해 방송일이 연기되었다.
- 2024년 10월 25일 : 《제44회 전국 장애인 체육 대회 개막식》 중계 방송 편성으로 인해 방송일이 연기되었다.
- 2024년 12월 8일, 2024년 12월 11일 : 윤석열 대통령 탄핵 관련 《뉴스특보》 편성으로 인해 방송일이 연기되었다.
- 2024년 12월 21일 : 《연말 기획 동행》 (1부) 편성으로 인해 방송일이 연기되었다.
- 2024년 12월 29일 : 제주항공 2216편 활주로 이탈 사고 관련 《뉴스특보》 편성으로 인해 방송이 긴급 취소되었다.
- 2025년 1월 18일, 3월 23일 : 《KBS 뉴스특보》, 《이슈 픽 쌤과 함께 스페셜》 편성으로 인해 방송일이 연기되었다.
- 2025년 1월 21일, 3월 26일 : 《KBS 뉴스특보》 편성으로 인해 방송일이 연기되었다.
- 2025년 3월 30일 : 《특별 생방송 산불 피해 함께 이겨냅시다 (1부)》 편성으로 인해 방송일이 연기되었다.
- 2025년 3월 31일 : 《세계는 지금 스페셜》, 《특별 생방송 산불 피해 함께 이겨냅시다 (2부)》 편성으로 인해 방송일이 연기되었다.
- 2025년 4월 4일 : 윤석열 대통령 탄핵 심판 관련 뉴스 특보 편성으로 인해 방송이 긴급 취소되었다.
- 2025년 6월 3일 : 《6.3 대통령 선거 내 삶을 바꾸는 선택》 개표 방송 편성으로 인해 방송이 취소되었다.
- 2025년 6월 21일 : 《2025 핸드볼 국가 대표 한일전》, 《생활의 발견 스페셜》, 《KBS 뉴스특보》 편성으로 인해 방송일이 연기되었다.